# Mahanadi
Il Mahanadi è un fiume dell'India orientale. Nasce sugli altopiani del Chhattisgarh e dopo aver attraversato lo Stato dell'Orissa sfocia nel Golfo del Bengala. La lunghezza del fiume è di circa 860 km. Il suo bacino idrografico si estende negli Stati del Maharashtra, Chhattisgarh, Jharkhand, e Orissa coprendo circa il 4,3% della superficie del paese.
Il bacino idrografico si estende negli Stati del Chhattisgarh per 75136 km², Orissa 65580 km², Bihar 635 km² e Maharashtra 238 km² per un totale di 141589 km².
Vicino alla città di Sambalpur il Mahanadi è arginato dalla diga di terra più grande del mondo, la diga di Hirakud.

## Affluenti
- Ib